# テクノ歌謡
テクノ歌謡（テクノかよう）とは、1980年代前後の日本の歌謡曲のうち、主にイエロー・マジック・オーケストラ (YMO)のメンバーや周辺メンバーから生まれたテクノポップ系のアーティストが関与した歌謡曲やアイドル曲を発掘、再評価しようとして誕生した概念。

## 概要
YMOのメンバーや周辺メンバーから生まれたテクノポップ系のアーティストが関与した歌謡曲やアイドル曲を発掘、再評価しようというリスナーやDJ主体のムーブメントであり、どちらかと言えばニッチな視点によるものである。
DJフクタケは、1990年代からクラブ・ミュージックとして歌謡曲をDJスタイルで流すといった活動をしており、「テクノ歌謡」のジャンル概念をいち早く提唱していた。
1999年には、DJフクタケを含む選曲チーム「8-bits」、矢倉邦晃・安田謙一の監修によってブルース・インターアクションズ（現・Pヴァイン）から『テクノ歌謡コレクション』シリーズがリリースされたことで、サブカルチャー界隈で大きな話題となった。
2000年には、『テクノ歌謡マニアクス』（ブルースインターアクションズ、2000年、ISBN 978-4938339548）が発売され、ブームを後押しすることになった。
2008年には「日本のテクノポップ生誕30周年」を記念したコンピレーションアルバム「『テクノ歌謡』アルティメット・コレクション」シリーズがリリースされ、「『テクノ歌謡』ディスクガイド」（2008年、扶桑社、ISBN 978-4594058258）が発刊された。

## 特徴
鈴木慶一は、1970年代半ば以降にミュージシャンの間で流行していた「無国籍な音楽」がテクノ歌謡の源流であったと回想する。当時の日本のロック・ミュージシャンたちは、イギリスやアメリカ音楽的なモノを作っていたわけだが、それまで日本の音楽を聴いていなかったことから、だんだんと日本の音楽が新鮮で、不思議なものに思えてきていた。1960年代の「日本語ロック論争」は既に過去のものであり、日本語歌詞に違和感もないロック・ミュージシャンたちの着地点の1つに無国籍音楽があった。こういった動きは細野晴臣の曲が牽引し、非常に小さいコミュニティ内ではあるが、ほぼ同時に発生した。日本の歌謡曲界にアイドルが登場してきていたこともあり、アイドルの曲がオリエンタルなものととらえられた。しかしながら、日本のフォークソングを含めて歌謡曲的なものはメロディーとかサウンドに特有の「湿り気」が帯びるため、鈴木らはその要素は避けたがった。結果、非常に乾いた、無機質なものとなった。この路線の延長線上に、テクノ歌謡があると鈴木は語る。
つんく♂は、テクノ歌謡について、「そのジャンルのカリスマとされている人たちが、下界に下りてきて、ありえない人とジョイントすること」が本来の面白みと考えると語っている。YMOが萩本欽一と組んでイモ欽トリオが誕生したことを例に挙げ、自分たちで模倣品を作って、ヒットを自ら笑いながら見ているとでも言う感じ、自分たちの音楽を作り、コンサートを開ければそれで良いというスタイルの人たちが、「ちょっと変えてみたい」「冒険したいな」というときに別物としてやるものとしている。
YMOのヒット曲「ライディーン」については、曲の持っているリズムがお祭りや音頭という日本的なものであり、運動会で徒競走に使われるような曲だったことがブレイクの要因とつんく♂は分析する。1980年代の曲、筒美京平作曲の曲については、逆にリズムよりも先にメロディーが曲を牽引しており、イントロとかにスパイスとしてなんとなくテクノっぽいフレーバーを入れていくスタイルであることを指摘し、この差が結果的に「よく似ているけど、まったく違う種類の音楽」になっていると分析する。